# Detroit City Football Club
Maillots
Actualités
Le Detroit City Football Club est une équipe de soccer basée dans la ville de Detroit, dans l'État du Michigan. Il a été fondé en 2012 et joue en USL Championship depuis 2022, faisant auparavant parti de la National Premier Soccer League (NPSL) de 2012 à 2019 et de la National Independent Soccer Association (NISA) en 2020 et 2021. Le surnom de l'équipe est Le Rouge et ses couleurs sont le grenat et l'or. Le surnom de l'équipe s'est dérivé de la Rivière Rouge et les origines françaises de Detroit.

## Histoire
Le club a été annoncé en 2012 dans le but de ramener le football dans la ville de Détroit, qui manquait d'équipe de football depuis de nombreuses années. Lors de sa première saison en 2012 dans la National Premier Soccer League (NPSL), le club a atteint la deuxième place de sa division, la Great Lake Conference de la région du Midwest. La saison 2013 suivante, ils ont réussi à remporter leur division et ont perdu 3-1 en demi-finale des séries éliminatoires, atteignant un bilan de 12-1-1.
Lors de la pré-saison 2016, le club a obtenu un investissement pour rénover son nouveau stade, le Keyworth Stadium. Il a disputé son premier match à Keyworth le 20 mai 2016, lors d'un match nul 1-1 contre l'AFC Ann Arbor (en) devant 7 410 spectateurs.

### Saison 2017
Au cours de la saison 2017, ils ont réussi à remporter la finale de la NPSL Midwest Region, en battant l'AFC Ann Arbor, par un score de 3-2, provoquant une grande euphorie parmi les fans de l'équipe, ce qui a amené l'équipe à se qualifier pour la demi-finale nationale de la NPSL contre Midland. Odessa FC, contre qui ils ont perdu aux tirs au but, mettant ainsi fin à leur glorieuse saison,.

### NISA (2019-2021)
Le 15 août 2019, la nouvelle National Independent Soccer Association (NISA) a annoncé que le Detroit City FC rejoindrait la nouvelle ligue pour la saison 2020.

## Palmarès et records

### Palmarès
| Compétitions nationales |
| - National Independent Soccer Association - Vainqueur des séries éliminatoires : 2020-2021, Fall 2021 - National Premier Soccer League - Vainqueur de la Members Cup : 2019 |

### Bilan par saison
| Année | Saison régulière | Saison régulière | Saison régulière | Saison régulière | Saison régulière | Saison régulière | Saison régulière | Saison régulière | Saison régulière | Saison régulière | Séries                         | US Open Cup    | Affl. moy. saison régulière | Affl. moy. séries éliminat. |
| Année | Ligue            | Place            | M                | V                | N                | D                | BP               | BC               | Pts              | Général          | Séries                         | US Open Cup    | Affl. moy. saison régulière | Affl. moy. séries éliminat. |
| ----- | ---------------- | ---------------- | ---------------- | ---------------- | ---------------- | ---------------- | ---------------- | ---------------- | ---------------- | ---------------- | ------------------------------ | -------------- | --------------------------- | --------------------------- |
| 2022  | USL              | 7e               | 34               | 14               | 12               | 8                | 44               | 30               | 54               | 10e              | Quarts de finale de conférence | Quatrième tour | 6 118                       | 6 118                       |
| 2023  | USL              | 8e               | 34               | 11               | 8                | 15               | 30               | 39               | 41               | 18e              | Demi-finale de conférence      | Troisième tour | 6 032                       | 6 032                       |

## Stade
- 2012-2015 : Cass Technical High School Stadium à Détroit, Michigan.
- depuis 2016 : Keyworth Stadium à Hamtramck, Michigan (7 933 places).

## Personnalités du club

### Entraîneurs
| Dates      | Name           | Nationality |
| ---------- | -------------- | ----------- |
| 2012       | Kylie Stannard | États-Unis  |
| 2013- 2018 | Ben Pirmann    | États-Unis  |
| 2019- 2023 | Trevor James   | Angleterre  |
| 2024-      | Danny Dichio   | Angleterre  |

### Joueurs emblématiques
- Ben Morris
- Brett Levis
- Max Todd
- Pato Botello Faz
- Yazeed Matthews
- Cyrus Saydee
- Abdoulaye Diop
- Cy Goddard
- Deklan Wynne
- Maxi Rodriguez
- Nathan Steinwascher
- Matt Lewis
- Kevin Venegas
- Antoine Hoppenot
- Cyrus Saydee
- James Murphy

## Soutien et image

### Rivalités
Les supporters du Detroit City FC, du FC Buffalo et de l'AFC Cleveland ont formé le "Rust Belt Derby". Le vainqueur du Derby est basé sur l'avance globale du club de la conférence lors des matchs de saison régulière de la NPSL. Ce sont généralement des matchs à haute pression et sont régulièrement les « favoris » des fans, en particulier par des groupes de fans du Detroit City FC qui sont connus pour contrarier grandement les adversaires du Detroit City FC. Cleveland a remporté la première édition du RB Derby le 23 juin 2012 après un match nul 1-1 avec Detroit. Le Detroit City FC serait le vainqueur du Rust Belt Derby 2013 après avoir battu le FC Buffalo 2-1. En 2014, ce serait à nouveau Détroit à la différence de buts après que les trois équipes aient terminé avec une victoire et une défaite dans le Derby, et Détroit gagnerait à nouveau en 2015 après un match nul 1-1 lors du match FC Buffalo-AFC Cleveland Derby, puisque Buffalo Il fallait gagner par plus d'un but pour remporter le trophée. En 2017, le statut du derby est inconnu puisqu'il n'y a toujours pas de matchs programmés.
Plus récemment, une rivalité s'est créée avec l'AFC Ann Arbor et les Michigan Stars, équipes qui participent également actuellement à la Conférence des Grands Lacs.